# Copa América 1983
La Copa América 1983 fu la trentaduesima edizione del massimo torneo sudamericano per nazionali di calcio.

## Nazionali partecipanti
| N° | Nazione   | Iscrizione CONMEBOL | Note                         |
| -- | --------- | ------------------- | ---------------------------- |
| 1  | Argentina | 1916                |                              |
| 2  | Brasile   | 1916                |                              |
| 3  | Cile      | 1916                |                              |
| 4  | Uruguay   | 1916                |                              |
| 5  | Paraguay  | 1921                | Detentore Coppa America 1979 |
| 6  | Perù      | 1925                |                              |
| 7  | Bolivia   | 1926                |                              |
| 8  | Ecuador   | 1927                |                              |
| 9  | Colombia  | 1936                |                              |
| 10 | Venezuela | 1952                |                              |

## Formula
Come nelle due edizioni precedenti, nessun Paese organizzò la manifestazione, che venne disputata in gare di andata e ritorno nei differenti Stati. Il torneo, svoltosi nel lungo lasso di tempo tra il 10 agosto e il 4 novembre 1983, confermava la formula sperimentata nel 1975 e nel 1979, con la squadra campione in carica (in questo caso il Paraguay) già promossa alle semifinali e le altre 9 squadre divise in 3 gironi all'italiana da 3 nazionali ciascuno. Queste si affrontavano in gare di andata e ritorno e le prime classificate accedevano alle semifinali, anch'esse in doppia sfida. Pure la finale si sarebbe giocata in due gare di andata e ritorno. Neanche in questa edizione venne disputata la finale per il terzo posto.
La composizione dei gruppi iniziali fu la seguente:

Un frangente della sfida del 7 settembre 1983 tra Argentina ed Ecuador valevole per il gruppo B

Gruppo A
- Cile
- Uruguay
- Venezuela

Gruppo B
- Argentina
- Brasile
- Ecuador

Gruppo C
- Bolivia
- Colombia
- Perù

## Primo turno

### Gruppo A

#### Risultati

##### Andata
| Arbitro: | Coelho |

|                               |           |              |
| Acevedo 45’ Morena 63’ (rig.) | Marcatori | 76’ Orellana |

| Arbitro: | González |

|                                           |           |  |
| Cabrera 35’ Morena 51’ (rig.) Luzardo 68’ | Marcatori |  |

| Arbitro: | Labó |

|                                                    |           |  |
| Arriaza 22’ Dubó 25’ Aravena 35’, 83’ Espinoza 51’ | Marcatori |  |

##### Ritorno
| Arbitro: | Nitti |

|                      |           |  |
| Dubó 9’ Letelier 80’ | Marcatori |  |

| Arbitro: | Montalván |

|            |           |                           |
| Febles 77’ | Marcatori | 74’ Santelli 87’ Aguilera |

| Caracas 21 settembre 1983 | Venezuela | 0 – 0 | Cile | Estadio Brígido Iriarte (3.000 spett.)\| Arbitro: \| Jácome \| |
| Arbitro:                  | Jácome    |       |      |                                                                |

#### Classifica
| Pos. | Squadra   | Pt | G | V | N | P | GF | GS | DR |
| ---- | --------- | -- | - | - | - | - | -- | -- | -- |
| 1.   | Uruguay   | 6  | 4 | 3 | 0 | 1 | 7  | 4  | +3 |
| 2.   | Cile      | 5  | 4 | 2 | 1 | 1 | 8  | 2  | +6 |
| 3.   | Venezuela | 1  | 4 | 0 | 1 | 3 | 1  | 10 | -9 |

### Gruppo B

#### Risultati

##### Andata
| Arbitro: | Aristizábal |

|                      |           |                     |
| Vásquez 68’ Vega 79’ | Marcatori | 40’, 51’ Burruchaga |

| Arbitro: | Postigo |

|  |           |                      |
|  | Marcatori | 14’ Roberto Dinamite |

| Arbitro: | Cardellino |

|            |           |  |
| Gareca 55’ | Marcatori |  |

##### Ritorno
| Arbitro: | Cardellino |

|                                 |           |                            |
| Ramos 50’ Burruchaga 90’ (rig.) | Marcatori | 44’ Quiñónez 90’ Maldonado |

| Arbitro: | Da Rosa |

|                                                               |           |  |
| Renato Gaúcho 12’ Roberto Dinamite 46’, 55’ Éder 58’ Tita 60’ | Marcatori |  |

| Rio de Janeiro 14 settembre 1983 | Brasile | 0 – 0 | Argentina | Maracanã (53.921 spett.)\| Arbitro: \| Lira \| |
| Arbitro:                         | Lira    |       |           |                                                |

#### Classifica
| Pos. | Squadra   | Pt | G | V | N | P | GF | GS | DR |
| ---- | --------- | -- | - | - | - | - | -- | -- | -- |
| 1.   | Brasile   | 5  | 4 | 2 | 1 | 1 | 6  | 1  | +5 |
| 2.   | Argentina | 5  | 4 | 1 | 3 | 0 | 5  | 4  | +1 |
| 3.   | Ecuador   | 2  | 4 | 0 | 2 | 2 | 4  | 10 | -6 |

### Gruppo C

#### Risultati

##### Andata
| Arbitro: | González |

|  |           |                   |
|  | Marcatori | 73’ A. Valderrama |

| Arbitro: | Postigo |

|             |           |  |
| Navarro 77’ | Marcatori |  |

| Arbitro: | J. Romero |

|               |           |             |
| E. Romero 65’ | Marcatori | 89’ Navarro |

##### Ritorno
| Arbitro: | Vergara |

|                                    |           |                      |
| A. Valderrama 2’ Molina 60’ (rig.) | Marcatori | 78’ Melgar 80’ Rojas |

| Arbitro: | Coelho |

|                         |           |                                    |
| Prince 46’ Fiorillo 69’ | Marcatori | 25’ (rig.) Malásquez 85’ Caballero |

| Arbitro: | Budge |

|                         |           |              |
| Leguía 6’ Caballero 21’ | Marcatori | 46’ Paniagua |

#### Classifica
| Pos. | Squadra  | Pt | G | V | N | P | GF | GS | DR |
| ---- | -------- | -- | - | - | - | - | -- | -- | -- |
| 1.   | Perù     | 6  | 4 | 2 | 2 | 0 | 6  | 4  | +2 |
| 2.   | Colombia | 4  | 4 | 1 | 2 | 1 | 5  | 5  | 0  |
| 3.   | Bolivia  | 2  | 4 | 0 | 2 | 2 | 4  | 6  | -2 |

## Fase ad eliminazione diretta

### Semifinali

#### Andata
| Arbitro: | Vásquez |

|  |           |              |
|  | Marcatori | 65’ Aguilera |

| Arbitro: | Castro |

|           |           |          |
| Morel 70’ | Marcatori | 88’ Éder |

#### Ritorno
| Arbitro: | Ithurralde |

|             |           |               |
| Cabrera 49’ | Marcatori | 24’ Malásquez |

| Uberlândia 20 ottobre 1983 | Brasile | 0 – 0 | Paraguay | Parque de Sabiá (48.433 spett.)\| Arbitro: \| Loustau \| |
| Arbitro:                   | Loustau |       |          |                                                          |

### Finale

#### Andata
| Arbitro: | Ortiz |

|                           |           |  |
| Francescoli 41’ Diogo 80’ | Marcatori |  |

#### Ritorno
| Arbitro: | Pérez |

|              |           |              |
| Jorginho 23’ | Marcatori | 77’ Aguilera |

## Classifica marcatori
3 gol
- Burruchaga;
- Roberto Dinamite;
- Aguilera.

2 gol
- Éder;
- Aravena e Dubó;
- A. Valderrama;
- Caballero, Malásquez e Navarro;
- Cabrera e Morena.

1 gol
- Gareca e Ramos;
- Melgar, Paniagua, Rojas e Romero;
- Jorginho, Renato Gaúcho e Tita;
- Arriaza, Espinoza, Letelier e Orellana;
- Fiorillo, Molina e Prince;
- Maldonado, Quiñónez, Vásquez e Vega;
- M. Morel;
- Leguía;
- Acevedo, Diogo, Francescoli, Luzardo e Santelli;
- Febles.

## Arbitri
- Arturo Ithurralde
- Juan Carlos Loustau
- Teodoro Nitti
- Jorge Eduardo Romero
- Arnaldo César Coelho
- Guillermo Budge
- Gastón Castro

- Mario Lira
- Sergio Vásquez
- Gilberto Aristizábal
- Elías Jácome
- Gabriel González
- Héctor Ortiz
- Enrique Labó

- Carlos Montalván
- Edison Pérez
- Alfonso Postigo
- Juan Daniel Cardellino
- Luis Da Rosa
- José Martínez Bazán
- José Vergara